# Ever Palma
Ever Jair Palma Olivares (ur. 18 marca 1992 w Zitácuaro) – meksykański lekkoatleta specjalizujący się w chodzie sportowym.
Jego starszym bratem jest inny chodziarz, Isaac Palma.
W 2010 zajął 7. miejsce w chodzie juniorów podczas pucharu świata oraz był szósty na juniorskich mistrzostwach świata. Czwarty zawodnik panamerykańskich mistrzostw juniorów z 2011. W 2012 reprezentował Meksyk na igrzyskach olimpijskich w Londynie, na których zajął 46. miejsce w chodzie na 20 kilometrów. Medalista międzynarodowych mistrzostw Niemiec.

## Osiągnięcia
| Rok  | Impreza                                | Miejsce        | Konkurencja                 | Lokata      | Wynik    |
| ---- | -------------------------------------- | -------------- | --------------------------- | ----------- | -------- |
| 2010 | Puchar świata w chodzie                | Chihuahua      | chód na 10 km (juniorzy)    | 7. miejsce  | 44:29    |
| 2010 | Mistrzostwa świata juniorów            | Moncton        | chód na 10 000 m            | 6. miejsce  | 41:34,92 |
| 2011 | Mistrzostwa panamerykańskie juniorów   | Miramar        | chód na 10 000 m            | 4. miejsce  | 42:03,47 |
| 2012 | Puchar świata w chodzie                | Sarańsk        | chód na 20 km               | 56. miejsce | 1:26:56  |
| 2012 | Igrzyska olimpijskie                   | Londyn         | chód na 20 km               | 46. miejsce | 1:26:30  |
| 2013 | Uniwersjada                            | Kazań          | chód na 20 km               | 21. miejsce | 1:31:13  |
| 2015 | Uniwersjada                            | Gwangju        | chód na 20 km               | –           | DQ       |
| 2016 | Igrzyska olimpijskie                   | Rio de Janeiro | chód na 20 km               | 14. miejsce | 1:21:24  |
| 2017 | Uniwersjada                            | Tajpej         | chód na 20 km               | 4. miejsce  | 1:30:23  |
| 2022 | Mistrzostwa świata                     | Eugene         | chód na 35 km               | 12. miejsce | 2:27:55  |
| 2023 | Mistrzostwa świata                     | Budapeszt      | chód na 35 km               | 29. miejsce | 2:39:40  |
| 2024 | Drużynowe mistrzostwa świata w chodzie | Antalya        | sztafeta mieszana w chodzie | 4. miejsce  | 2:59:21  |
| 2024 | Igrzyska olimpijskie                   | Paryż          | sztafeta mieszana w chodzie | 5. miejsce  | 2:52:38  |

## Rekordy życiowe
- chód na 20 kilometrów – 1:19:26 (18 lutego 2024, Kobe);
- chód na 35 kilometrów – 2:27:55 (24 lipca 2022, Eugene).